# Canadá nos Jogos Olímpicos de Inverno de 1948
O Canadá mandou 28 competidores que disputaram sete modalidades nos Jogos Olímpicos de Inverno de 1948, em St. Moritz, na Suíça. A delegação conquistou 3 medalhas no total, duas de ouro, e uma de bronze.

## Desempenho

### Esqui alpino
Masculino
| Atleta            | Evento | Corrida 1 | Corrida 2 | Total  | Pos. |
| ----------------- | ------ | --------- | --------- | ------ | ---- |
| Harvey Clifford   | Slalom | 1:13.5    | 1:10.2    | 2:23.7 | 19º  |
| Hector Sutherland | Slalom | 1:19.2    | 1:12.0    | 2:31.2 | 28º  |
| Bert Irwin        | Slalom | 1:29.4    | 1:16.6    | 2:46.0 | 37º  |
| Bill Irwin        | Slalom | 1:40.4    | 1:21.2    | 3:01.6 | 50º  |